# Ukrainska alliansen i Sverige
Ukrainska Alliansen i Sverige är en paraplyverksamhet för elva olika föreningar i Göteborg, Stockholm, Trelleborg, Blekinge och Gävle.  Förbundet bildades i september 2009. Ordförande är Tetyana Rep.